# Casa del Reloj (métro de Madrid)
Casa del Reloj est une station de la ligne 12 du métro de Madrid. Elle est située sous l'avenue de Gibraltar, à Leganés, dans la communauté de Madrid.

## Situation sur le réseau
Établie en souterrain, la station Casa del Reloj est située sur la ligne 12 du métro de Madrid, entre Hospital Severo Ochoa et Julián Besteiro.

## Histoire
La station est inaugurée le 11 avril 2003, à l'occasion de la mise en service de la ligne.